# Región chaqueña argentina

Localización del Chaco argentino

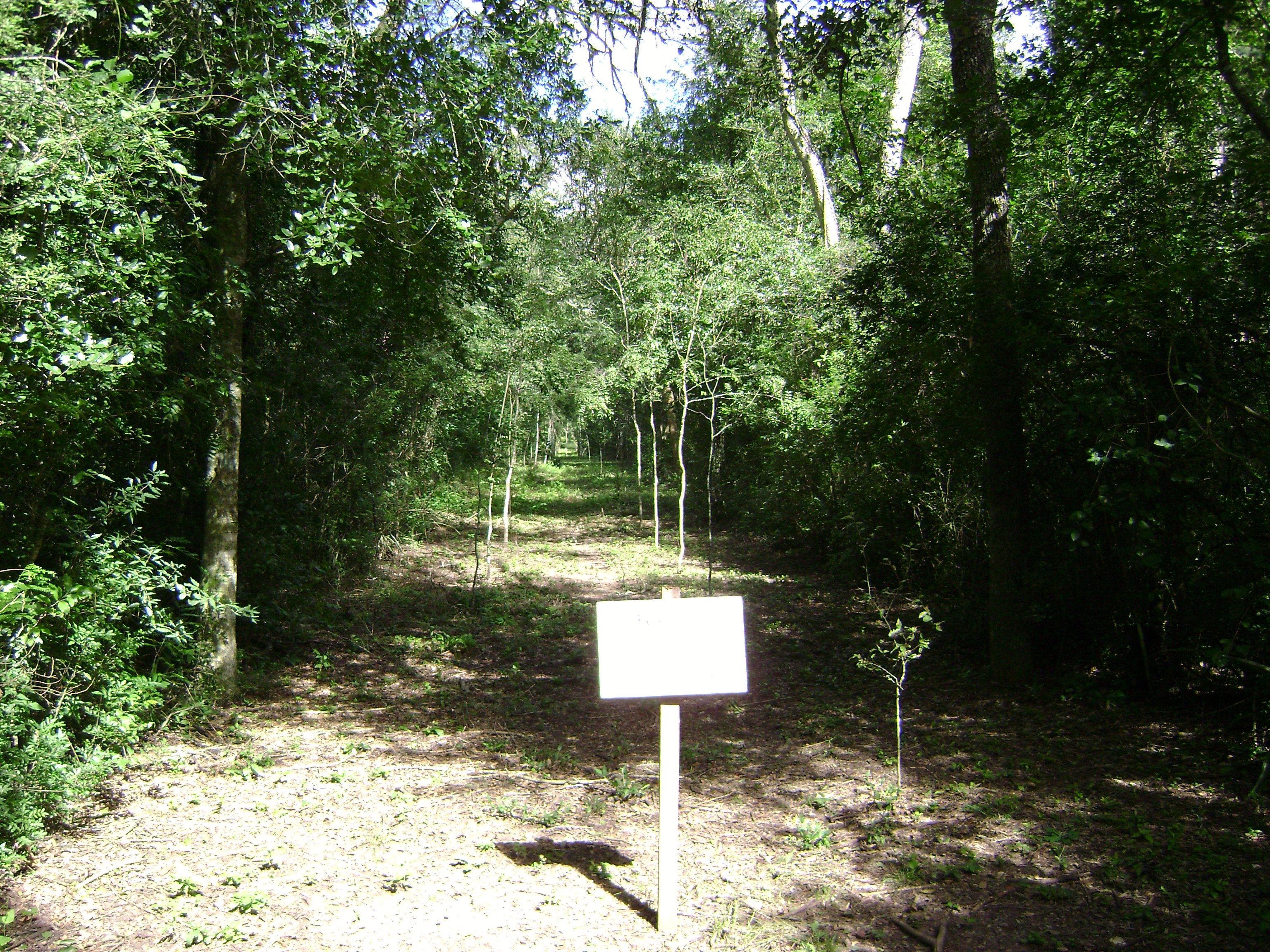
Bosque chaqueño. Ensayo de enriquecimiento por medio de fajas

La región chaqueña argentina es una de las regiones geográficas de la República Argentina. Sus límites son el río Pilcomayo al norte, los ríos Paraguay y Paraná al este, el río Salado al sur y la región Norte al oeste. Abarcaba originalmente la mayor parte de las provincias de Santiago del Estero, Jujuy, Chaco, Formosa, norte de Santa Fe y este de Salta. De modo ecotónico abarca el norte de Córdoba y este de Tucumán, y aunque el bioma cambie mucho —especialmente en lo climático— gran parte de los botánicos incluyen en la formación chaquense a las forestas del norte de la provincia de San Luis hasta confundirse al sur y al oeste con la región del Monte Seco. Geológicamente la región chaqueña constituye una unidad con la Pampasia o llanura pampeana, por lo que se habla de región chacopampeana. Sin embargo, la región chaqueña se distingue de la pampeana por su clima y ecología.
La región chaqueña es la más extensa de las áreas forestales argentinas e incluye, en las zonas con humedad suficiente, importantes zonas selváticas. El área forestal chaquense se distingue en dos zonas principales, una húmeda y la otra seca (la primera aproximadamente al este del meridiano 62°O, la segunda aproximadamente al oeste del mismo meridiano). Sin embargo, ambas zonas de la región chaqueña o chaquense sufren las alternativas de ciclos de sequías —muy prolongados— y de inundaciones; las sequías predominan en los meses invernales (de mayo a junio), sin embargo los meses cálidos de verano también implican una gran pérdida de humedad por evaporación. Ante estas condiciones climáticas, gran parte de los árboles se ha adaptado con las siguientes defensas: maderas duras (como las de los quebrachos —"quiebra-hachas es su etimología"—), cortezas buidas (espinosas) como las del vinal, la acumulación de agua, tal cual se evidencia en los llamados palos borrachos (yuchán, samuhú, ñandubay), la defoliación natural durante los estíos o el desarrollo de extensas raíces.
La región chaqueña es la principal afectada por la deforestación en Argentina. A principios del siglo XX las principales actividades de la industria forestal estuvieron concentradas en la extracción de quebrachos y los llamados "algarrobos" (Prosopis alba, Prosopis nigra), como en el emblemático caso de La Forestal. De manera más reciente, la causa de la deforestación es la extensión del cultivo de soja y la expansión de la agricultura. La deforestación ha reducido la humectación del terreno y esto ha facilitado el inicio de procesos de desertificación y la expansión invasiva de especies xerófilas, como las del vinal y cactáceas, entre las que se destaca el quimil.

## Clima
La región chaqueña posee dos estaciones climáticas: un clima cálido y húmedo en verano, con precipitaciones hacia el mes de enero, y una estación seca y fría en invierno, con pocas precipitaciones en el mes de julio. El promedio de las temperaturas es de un rango elevado (cálido). En verano se producen las mayores precipitaciones y decrecen de este a oeste.
Esta es una de las zonas con temperaturas más elevadas en el hemisferio occidental, llegando a enero las temperaturas llegan a los 49 °C, por contrapartida el frente del viento pampeano -pese a su nombre no es originado en la Pampa, sino en el anticiclón del Pacífico- dominante hacia julio puede provocar importantes descensos térmicos con temperaturas que en ciertas ocasiones apenas superan los 6 °C, de este modo el promedio anual de temperaturas da un perfil moderado que no refleja a primera vista los extremos estacionales.
Adaptados a estas diferencias en el clima se dan dos biomas bastante contrastados: en la región chaqueña predominan las formaciones forestales de madera dura, ya sea en forma de bosque, selva o parque, mientras que en la región pampeana predominan las praderas y estepas de gramíneas y de arbustos bajos xerófilos fachinal con aislados "montes" forestales.
Estructuralmente es una cuenca sedimentaria cubierta por los sedimentos provenientes de la erosión de los macizos vecinos.

## Relieve
Su relieve es muy llano, con un pequeño declive hacia el sudeste. Los suelos se componen principalmente de arenas, arcillas, areniscas, etc.

## Límites y subregiones
Estas llanuras limitan al oeste con la región de las Sierras Pampeanas, al noroeste con las Sierras Subandinas, al norte con las regiones chaqueñas de la república de Bolivia o chaco boliviano y del Paraguay o chaco paraguayo, al este con Uruguay y la región mesopotámica argentina, y al sur con la llanura pampeana.

### Zona occidental
En Argentina se llama Impenetrable o El Impenetrable a una gran región de bosque nativo de más de 40 000 km² en la llanura chaqueña occidental, al noroeste de la provincia del Chaco. Comprende también una porción de las provincias de Formosa, Salta y Santiago del Estero. Es bordeado por los ríos Teuco y Bermejo y es atravesado por el Bermejito.

### Zona central
Aquí se encuentra el Chaco deprimido, con suelos arcillosos, ríos que acumulan mucha sedimentación y son causales de inundaciones, y cubierto por bosques (predominantemente quebracho y palmeras de las especies carandilla también llamada saro y caranday, imbricados tales bosques con pastizales altos y duros). Por las características del suelo (arcilloso por lixiviación y poco declive), es frecuente la formación de esteros y bañados. La tala y "desmonte" indiscriminados de esta región durante el siglo XX ha facilitado procesos de desertificación y, al verse favorecida por tal actividad antrópica la escorrentía y erosión laminar, se ha producido la recurrencia de abruptas grandes inundaciones durante los meses de lluvia y graves déficits hídricos durante el resto del año.

### Zona Oriental
Se trata de la zona más húmeda, la formación forestal es predominantemente selvática con predominio de las especies ya reseñadas en la zona central aunque distribuidas más densamente y con un sotobosque estratificado en varios "pisos". Pero tal flora natural ha sido reducida y empobrecida a lo largo de todo el siglo XX por actividad antrópica, en especial la tala sin renovación de las especies autóctonas.
Hay mayor densidad de población y se desarrollan cultivos de algodón, maíz, soja, bananas,mangos,papayas, tabaco, arroz y algunos cítricos.

## Fauna

### Principales especies de mamíferos
- Capibara o carpincho
- Yaguareté (Panthera onca)
- Puma (Puma concolor)
- Aguará Guazú (Chrysocyon brachyurus)
- Tapir (Tapirus)
- Pecarí (Tayassuidae)

### Principales especies de reptiles
- Yacarés (Caimán)
- serpiente de cascabel
- Iguánidos

## Flora
En la parte oriental predomina el quebracho, el algarrobo, chañar, lapacho, yuchán, guayacán, el tártago y el vinal. La zona central está cubierta por bosques (predominantemente quebracho y palmeras de las especies yatay, pindó y caranday). Zonas aledañas a los ríos Paraguay y Paraná hay mayor densidad de población y se desarrollan cultivos de algodón, maíz, soja y algunos cítricos. En la zona sur la vegetación predominante recibe el nombre de bosque chaqueño, caracterizado por árboles de madera dura, cuyas hojas se desprenden durante la estación seca. Estos árboles son típicos de las zonas tropicales. También se encuentran, pero en mucha menor cantidad, algunos pastizales. En los márgenes de los ríos se desarrollan selvas en galería, con vegetación muy abundante. Debido a la deforestación indiscriminada Se ha perdido casi el 85% del quebracho en toda la región Chaqueña.
De este modo la región forestal chaqueña (especialmente en su sector occidental) está caracterizada por bosques caducifolios y en gran medida xerófilos en los que se hace presente un estrato arbustivo denso y enmarañado (particularmente en la zona llamada El Impenetrable), en las zonas de quebrachal existen espacios alternados de pajonales muy semejantes a los fachinales de la región pampeana, o parques y sabanas con isletas de palmeras (o palmares).
Si se examinan los estratos vegetales de las zonas chaqueñas húmedas se observa —de menor a mayor altura— el pajonal de gramíneas como el simbol, luego las bromelias terrestres, seguido por las arbustivas chilca y caraguatá, la palma carandilla, el mistol, el palo borracho, el guayacán, el palo amarillo, el aliso de río, el timbó, el cedro criollo y el quebracho colorado.
Las especies de mayor porte son los quebrachos (colorado chaqueño, colorado santiagueño, blanco), el palo amarillo, el urundel o urundey, el chalchal, el pacará o timbó y las palmeras - en especial la elevada yatay- las palmeras se destacan en la zona oriental chaqueña, aunque se encuentran distribuidas en toda la región, además de las yatay se destacan las pindó y las "caranday" (caranday de la especie Copernicia alba y "carandays" del género Trithrinax). De mediano porte —aunque abundantes— son los mencionados palos borrachos, y los lapachos, chañares y palosantos o guayacanes, el mistol; mientras que toman un carácter casi arbustivo el vinal y el tártago (o "castor" o "ricino").
En la provincia de Formosa, se han inspeccionado 1.174 ha forestadas con algarrobo, tanto en macizo como en enriquecimiento, en la zona noreste de la provincia predominan los macizos mientras que en el oeste el enriquecimiento.
En la provincia de Chaco, se ha implementado un programa de promoción provincial (Plan Provincial de Expansión Forestal (1991 – 2005)), con el cual se han financiado 2.930 ha de algarrobo. A partir del año 2000 y hasta la fecha, la promoción forestal se realiza a través de la ley 25.080 y su modificatoria la ley 26.432, inspeccionándose 589 ha de forestación con algarrobo.
Actualmente, en Formosa, se está planteando la incorporación de especies de rápido crecimiento (principalmente Salicáceas) en las zonas de producción hortícola con un destino para cajonería. En Chaco, la especie de rápido crecimiento promocionada es el eucalipto. En ambas provincias se está planificando la incorporación de otras especies nativas para el enriquecimiento de los bosques.
La Provincia de Santiago del Estero presenta un conjunto de ambientes, en los cuales se puede desarrollar la implantación tanto de especies forestales nativas como exóticas. Existen experiencias en implantación de especies forestales exóticas en macizos y cortinas, tales como Eucalyptus, Populus y casuarinas, principalmente.
Con relación a las especies forestales nativas recomendadas para la provincia, el desarrollo de un paquete tecnológico elaborado hasta la actualidad, está dirigido principalmente a Prosopis alba (algarrobo blanco). No obstante, está comenzando el interés por otras especies nativas de importancia para la región, como es el caso del Prosopis kuntzei (Itín).

## Conservación

### Reserva de Biosfera Laguna Oca del río Paraguay
La laguna Oca constituye un meandro abandonado del río Paraguay ubicado en las proximidades de la Ciudad de Formosa, Argentina. El entorno fue declarado Reserva de Biosfera en septiembre de 2001.
Forma parte de llanura aluvial regida por la acción del río Paraguay y se encuentra constituida por brazos del canal principal, lagunas semilunares, deltas internos, albardones y surcos de sedimentación. 

### Parque provincial Loro Hablador
El parque natural provincial Loro Hablador es un área protegida de la provincia del Chaco, en el norte de la Argentina. Está ubicado a 30 km al sur de la localidad de Fuerte Esperanza. Con una superficie protegida de 17 500 ha, conforma una de las unidades de conservación más relevantes de la provincia. 

### Parque nacional El Impenetrable
El parque nacional El Impenetrable es un área protegida nacional situada en el norte de Argentina. Protege una muestra representativa del ambiente chaqueño del noroeste de la provincia del Chaco, el cual anteriormente constituía el sector sobre esa provincia de la extensa estancia La Fidelidad. Se sitúa en el centro de la zona conocida como El Impenetrable en el departamento General Güemes. Se accede a él por la Ruta Provincial 9, siendo los parajes Las Hacheras y La Armonía los poblados más cercanos.

### Parque nacional Chaco
El parque nacional Chaco es un área natural protegida ubicada en la provincia del Chaco en Argentina. Su objetivo es la conservación del entorno de la zona oriental del Chaco, caracterizada por sus lagunas y vegetación selvática alternadas con palmares y bañados; en el parque se desarrollan estos ambientes en torno al curso del río Negro, que atraviesa el sector este del parque. El parque nacional posee 14 981 hectáreas. El clima es subtropical sin estación seca. 

### Parque nacional El Rey
El parque nacional El Rey se encuentra en el departamento de Anta, provincia de Salta, Argentina, a 203 km de la capital provincial. Posee una superficie de 44 162 ha. Este parque tiene como objetivo preservar las yungas o nimbosilvas y ambientes de transición (ecotonos) entre éstas y el chaco serrano. 

## Aspectos culturales

### Festividades Religiosas
- San La Muerte
- San Juan
- San Baltazar

### Alimentación
- Carbonada: Carne cortada en trozos pequeños y un zapallo seco, cortado en cuadraditos. El arroz, la carne y el zapallo van dorados con cebolla picada, tomate picado, sin cáscara ni semilla, pimiento y condimentados con sal a gusto.